# Ромашкин, Иван Данилович
Иван Данилович Рома́шкин (1909—1998) — участник Великой Отечественной войны, командир 2-го мотострелкового батальона 33-й гвардейской мотострелковой бригады 9-го гвардейского танкового корпуса 2-й гвардейской танковой армии 1-го Белорусского фронта. Герой Советского Союза (1945).

## Биография
Родился 15 сентября 1909 года в хуторе Ромашкин Кобылянской станицы Второго Донского округа области войска Донского (ныне станица Суворовская Суровикинского района Волгоградской области) в казачьей семье Данилы Алексеевича и Прасковьи Ромашкиных. Русский. Отец воевал за красных, погиб в Гражданскую войну.
В начале 1920-х годов семья переехала в хутор Больше-Терновой (ныне Чернышковского района Волгоградской области).
Окончил 5 классов и курсы трактористов. С 1926 года член ВЛКСМ. В 1927 его направили на шахты, два года проработал грузчиком.
В 1929—1941 годах работал механиком в Нижне-Чирской МТС Сталинградской (ныне Волгоградской) области, председателем колхоза «Путь к социализму», механиком Чернышевской МТС Сталинградской области. Член ВКП(б) с 1932 года.
В 1931—1934 и 1935—1940 годах служил в Красной Армии. Участник советско-финской войны 1939—1940 годов, демобилизовался в звании старшего сержанта.
С началом Великой Отечественной войны, в июне 1941 года, вновь призван в ряды Красной Армии Чернышевским райвоенкоматом Сталинградской области. Воевал в 60-й кавалерийской дивизии.
В 1942 году окончил курсы младших лейтенантов.
Командир мотострелкового батальона гвардии старший лейтенант Ромашкин И. Д. особо отличился в ходе Берлинской операции, в боях в конце апреля — начале мая 1945 года.
После войны продолжал службу в Советской Армии, с 1956 года в запасе в звании майора.
Жил в городе Уфе, работал в ДОСААФ, в таксомоторном хозяйстве города Уфы, в Башкирской инспекции рыбной охраны.
Умер 26 сентября 1998 года, похоронен на Южном кладбище Уфы.

## Память
- 4 мая 2005 года в Калининском районе города Уфы на фасаде дома, в котором жил Герой, установлена мемориальная доска.

## Награды
- Указом Президиума Верховного Совета СССР от 31 мая 1945 года за умелое командование батальоном, образцовое выполнение боевых заданий командования и проявленные мужество и героизм в боях с немецко-фашистскими захватчиками гвардии старшему лейтенанту Ромашкину Ивану Даниловичу присвоено звание Героя Советского Союза с вручением ордена Ленина и медали «Золотая Звезда» (№ 5874).
- Награждён орденами Красного Знамени, Отечественной войны 1-й степени, двумя орденами Красной Звезды, медалями.